# مات ديمون
ماثيو بيغ «مات» ديمون (بالإنجليزية: Matthew Paige "Matt" Damon) (/ˈdeɪmən/؛ ولد في 8 أكتوبر 1970 –). هو ممثل، وسيناريست، ومنتج أمريكي ولد في كامبريدج، في ماساتشوستس، في الولايات المتحدة الأمريكية. صنفته مجلة فوربس بين أكثر النجوم من حيث الإيرادات في شباك التذاكر، حيث حققت الأفلام التي ظهر فيها مجتمعة أكثر من 3.88 مليار دولار في شباك التذاكر في أمريكا الشمالية، مما يجعله أحد الممثلين الأعلى ربحًا في كل الأوقات. حصل ديمون على العديد من الجوائز، بما في ذلك جائزة أوسكار، وجائزتي غولدن غلوب، وثلاث ترشيحات لجوائز الأكاديمية البريطانية للأفلام، وست ترشيحات لجوائز نقابة ممثلي الشاشة، وسبع ترشيحات جوائز إيمي برايم تايم.
أنطلقت مسيرته بعد نجاحه في عن فيلم جود ويل هانتنج (1997)، حيث كتب سيناريو الفيلم مع صديقه الممثل بن أفليك. الاثنان نالا بسببه على جائزة الأوسكار لأفضل سيناريو أصلي وجائزة الغولدن غلوب لأفضل سيناريو. لدوره في الفيلم أيضاً، نال مات ديمون على ترشيح لجائزة الأوسكار وجائزة الغولدن غلوب وجائزة ستالايت وجائزة نقابة ممثلي الشاشة لأفضل ممثل.
منذ ذلك الحين ظهر مات ديمون في العديد من الأفلام الناجحة تجارياً مثل إنقاذ الجندي رايان وثلاثية أوشن والأفلام الثلاثة الأولى من سلسلة بورن، بينما نال أيضاً إشادة من النقاد لدوره في السيد ريبلي الموهوب (1999) سريانا (2005) والراعي الصالح (2006) والمغادرون (2006). هو واحد من أكثر 40 ممثل على الإطلاق جلب للأرباح. تلقى مات ديمون في 2007 نجمة على ممر الشهرة في هوليوود.

## مهنة التمثيل

### النشأة: 1988 – 1996
التحق ديمون بجامعة هارفارد عام 1988 حيث ظهر ضمن عدة مسرحيات طلابية مثل مسرحية بيرن ذيس أو «احرق هذا» (بالإنجليزية: Burn This) ومسرحية «إيه ... ماي نيم إز أليس» أو «أ ... اسمي أليس» (بالإنجليزية: A... My Name is Alice). في وقت لاحق، حقق ظهوره السينمائي الأول في سن 18 بدور من سطرٍ واحد في فيلم الكوميديا الرومانسية ميستيك بيتزا (بالإنجليزية: Mystic Pizza). بصفته طالبًا في هارفارد، لعب أدوارًا صغيرة كدوره في الفيلم الأصلي لشبكة تورنر التلفزيونية رايزينغ صن (بالإنجليزية: Rising Son) وشارك ضمن فيلم فرقة الكلية التحضيرية للدراما سكول تايز (بالإنجليزية: School Ties). غادر الجامعة عام 1992متخلفًا بفصل دراسي -12 نقطة دراسية معتمدة- عن إكمال شهادة البكالوريوس في الآداب باللغة الإنجليزية ليشارك في فيلم جيرونيمو: أسطورة أمريكية (Geronimo: An American Legend) في لوس أنجلوس متوقعًا بشكل خاطئ أن يحقق الفيلم نجاحًا كبيرًا. بعد ذلك ظهر ديمون كجندي مدمن للمواد الأفيونية في الستينيات في فيلم الشجاعة تحت النار (Courage Under Fire) الذي خسر لأجله 40 باوند (18 كجم) في غضون 100 يوم معتمدًا على حمية غذائية ذاتية ونظام لياقة. أكسبه فيلم الشجاعة تحت النار أهمية ملحوظة بعدما وصفت صحيفة واشنطن بوست أداءه بأنه «مثير للإعجاب».

### النجومية: 1997 – 2000
في أوائل التسعينيات، كتب ديمون وأفليك نص غود ويل هانتينغ (1997) وهو سيناريو عن شاب عبقري في الرياضيات وقد كان امتدادًا لسيناريو كتبه كواجب في هارفارد بعدما أدرج فيه نصيحة المخرج روب راينر وكاتب السيناريو ويليام غولدمان والكاتب/المخرج كيفن سميث. طلب من أفليك تأدية المشاهد معه أمام الصف الدراسي، وعندما انتقل ديمون في وقت لاحق إلى شقة أفليك في لوس أنجلوس، بدأ العمل على النص بشكل أكثر جدية. تدور أحداث الفيلم جزئيًا في مسقط رأسهما في كامبريدج، وقد كتباه في الأساس أثناء جلسات الارتجال ثم استلهما من تجاربهما الخاصة. وقد باعا نص السيناريو لشركة كاسل روك عام 1994، ولكن بعد صراع مع الشركة أقنعا شركة ميرماكس بشراء النص. وقد حظي الفيلم بثناء نقدي، إذ وجد كوينتن كيرتس من صحيفة ديلي تلغراف في كتابتهما «ذكاءً وقوة حقيقيين، وبعض العمق» وكتب إيمانويل ليفي من مجلة فاريتي عن أداء ديمون: «[إنه] يقدم أداءً كاريزمي في دور يتطلب الكثير من الجهد والذي من المحتم أن يطلقه إلى النجومية. باختياره المثالي لهذا الدور يجسد التحول المؤلم خطوة بخطوة لشخصية ويل بشكل واقعي وموثوق» وقد حاز على تسعة ترشيحات لجوائز الأوسكار، بما في ذلك جائزة أفضل ممثل لصالح ديمون، وفاز هو وأفليك بجائزة أوسكار وجائزة غولدن غلوب لأفضل سيناريو. تقاضى هو وأفليك رواتب قدرها 600 ألف دولار كلًا على حدة، في حين حقق الفيلم أرباحًا تجاوزت 225 مليون دولار في شباك التذاكر في مختلف أنحاء العالم. وقد أدّى الاثنان لاحقا محاكاة ساخرة وتهكمية لدوريهما في فيلم كيفن سميث 2001 جاي آند سايلنت بوب سترايك باك (Jay and Silent Bob Strike Back). 
بحديثه عن نجاحه -بين ليلة وضحاها- من خلال فيلم غود ويل هانتينغ، يقول ديمون إنه بحلول ذلك الوقت كان قد مضى على عمله في السينما 11 عامًا، لكنه مع ذلك كان يجد التغيير «مستبعَدًا تقريبًا، إذ انتقل من الغموض والإبهام التام إلى السير في أحد شوارع نيويورك وجعل الجميع يلتفتون وينظرون إليه». قبل الفيلم، لعب ديمون دور البطولة في فيلم الدراما الذي نال استحسانًا كبيرًا، صانع المطر (1997) (The Rainmaker)، حيث اعترفت به جريدة لوس أنجلوس تايمز على أنه «ممثل شاب موهوب على شفير النجومية». في هذا الدور اكتسب ديمون معظم الوزن الذي فقده من أجل فيلم الشجاعة تحت النيران. بعد لقاء ديمون في موقع تصوير فيلم غود ويل هانتينغ، اختاره المخرج ستيفن سبيلبرغ للعب الدور الرئيسي القصير في فيلم الحرب العالمية الثانية لعام 1998 إنقاذ الجندي ريان (بالإنجليزية: Saving Private Ryan). شارك البطولة مع إدوارد نورتون في فيلم لعبة البوكر 1998 راوندرز (بالإنجليزية: Rounders) حيث يلعب ديمون دور مقامر تائب يرتاد كلية الحقوق والذي ينبغي عليه أن يعود إلى لعب البوكر عالية الرهان لمساعدة صديق لسداد ديون حيتان القروض (المرابين). وعلى الرغم من الأرباح الهزيلة التي حصل عليها هذا الفيلم في شباك التذاكر، إلا أن الفيلم نجح في تنمية جمهور معجبين مخلصين على مر السنين.

## أفلامه
| سنة  | عنوان                                               | دور                       | ملاحظات |
| ---- | --------------------------------------------------- | ------------------------- | --- |
| 1988 | Mystic Pizza                                        | ستيمر                     | |
| 1988 | The Good Mother                                     |                           | |
| 1989 | Field of Dreams                                     |                           | |
| 1992 | School Ties                                         | تشارلي ديلون              | |
| 1993 | Geronimo: An American Legend                        | بريتون ديفيس              | |
| 1996 | Glory Daze                                          | إدغار بدواكر              | |
| 1996 | Courage Under Fire                                  | إيلاريو                   | |
| 1997 | غود ويل هانتينغ                                     | جود ويل                   | جائزة الأوسكار لأفضل سيناريو أصلي جائزة الغولدن غلوب لأفضل سيناريو ترشح —جائزة الأوسكار لأفضل ممثل ترشح — جائزة الغولدن غلوب لأفضل ممثل في فيلم دراما ترشح — جائزة ستالايت لأفضل ممثل ترشح — جائزة نقابة ممثلي الشاشة لأفضل ممثل |
| 1997 | صانع المطر                                          | رودي بايلور               | |
| 1997 | Chasing Amy                                         | شوان أوران                | |
| 1998 | Rounders                                            | مايك ديرموت               | |
| 1998 | إنقاذ الجندي رايان                                  | الجندي جيمس فرانسيس رايان | |
| 1999 | The Talented Mr. Ripley                             | توم ريبلي                 | |
| 1999 | دوغما                                               | لوكي                      | |
| 2000 | Finding Forrester                                   | ستيفن ساندرسون            | Cameo |
| 2000 | All the Pretty Horses                               | جون جرادي كول             | |
| 2000 | The Legend of Bagger Vance                          | رينالف جونو               | |
| 2000 | Titan A.E                                           | كال تاكر                  | صوت |
| 2001 | The Majestic                                        | لوق تريمبل                | صوت فقط |
| 2001 | Ocean's Eleven                                      | لينوس كالدويل             | |
| 2001 | Jay and Silent Bob Strike Back                      | نفسه                      | Cameo |
| 2002 | Confessions of a Dangerous Mind                     | مات، العازب رقم 2         | Cameo |
| 2002 | The Bourne Identity                                 | جيسون بورن                | |
| 2002 | Spirit: Stallion of the Cimarron                    | سبريت                     | |
| 2002 | Gerry                                               | جيري                      | أيضاً كاتب مع كيسي أفليك وجس فان سانت |
| 2002 | The Third Wheel                                     | كيفين                     | Cameo |
| 2003 | Stuck on You                                        | بوب تينور                 | |
| 2004 | Howard Zinn: You Can't Be Neutral on a Moving Train | الراوي                    | صوت |
| 2004 | Ocean's Twelve                                      | لينوس كالدويل             | |
| 2004 | The Bourne Supremacy                                | جيسون بورن                | |
| 2004 | Jersey Girl                                         |                           | Cameo |
| 2004 | EuroTrip                                            | دوني                      | Cameo |
| 2005 | Syriana                                             | براين وودمان              | |
| 2005 | The Brothers Grimm                                  | وليام غريم                | |
| 2006 | The Good Shepherd                                   | إدوارد ويلسون             | |
| 2006 | The Departed                                        | رقيب كولن سوليفان         | |
| 2007 | The Bourne Ultimatum                                | جيسن بورن                 | ترشح - جائزة إمباير لأفضل ممثل |
| 2007 | Ocean's Thirteen                                    | لينوس كالدويل             | |
| 2007 | Youth Without Youth                                 |                           | Cameo |
| 2008 | Che: Part Two                                       |                           | Cameo |
| 2009 | Ponyo on the Cliff by the Sea                       | كويتشي                    | صوت (النسخة الأنكليزية) |
| 2009 | The Informant!                                      | مارك ويتكار               | ترشح — جائزة الغولدن غلوب لأفضل ممثل في فيلم موسيقى أو كوميديا ترشح — جائزة ستالايت لأفضل ممثل |
| 2009 | Invictus                                            | فرانسوا بينار             | ترشح —جائزة الأوسكار لأفضل ممثل مساعد ترشح — جائزة الغولدن غلوب لأفضل ممثل مساعد في فيلم ترشح — جائزة نقابة ممثلي الشاشة عن الأداء المتميز من قبل ممثل في دور مساعد                                                              |
| 2009 | The People Speak                                    | نفسه                      | أيضاً منتج |
| 2010 | Green Zone                                          | رئيس الضابط روي ميلر      | |
| 2010 | Inside Job                                          | الراوي                    | |
| 2010 | Hereafter                                           | جورج لونيجان              | |
| 2010 | True Grit                                           | La Boeuf                  | |
| 2011 | The Adjustment Bureau                               | ديفيد نوريس               | |
| 2011 | Contagion                                           | ميتش                      | |
| 2011 | Margaret                                            | أرون                      | صور في 2005 |
| 2011 | الخطوات السعيدة 2                                   | بيل الكريل                | صوت |
| 2011 | اشترينا حديقة حيوان                                 | بنجامين مي                | |
| 2012 | Promised Land                                       | ستيف بتلر                 | أيضا كاتب السيناريو والمنتج |
| 2013 | خلف الأضواء                                         | سكوت ثورسن                | |
| 2013 | إيليزيم                                             | ماكس دا كوستا             | |
| 2013 | نظرية الصفر                                         | إدارة                     | لم يعرض بعد |
| 2014 | رجال الآثار                                         | جيمس رورمير               | |
| 2014 | بين النجوم                                          | الدكتور مان               | |
| 2015 | المريخي                                             | مارك وانتي                | |
| 2016 | جيسون بورن                                          | جيسون بورن                | |
| 2018 | أوشنس 8                                             | لينوس كالدويل             | |

## الترشيحات والجوائز

### الأوسكار
- أفضل نص أصلى عام 1998 عن فيلم Good Will Hunting وفاز بها بالمشاركة مع صديقه الممثل بن أفليك
- أفضل ممثل دور رئيسى عام 1998 عن فيلم Good Will Hunting
- أفضل ممثل دور مساعد عام عام 2010 عن فيلم Invictus
- أفضل ممثل دور رئيسي عن فيلم the Martian عام 2015

### الغولدن غلوب
- (حصل على جائزة الأسكار )أفضل سيناريو عام 1998 عن فيلم Good Will Hunting وفاز بها بالمشاركة مع صديقه الممثل بن أفليك
- أفضل ممثل درامى عام 1998 عن فيلم Good Will Hunting
- أفضل ممثل درامى عام 2000 عن فيلم The Talented Mr. Ripley
- أفضل ممثل مساعد عام 2010 عن فيلم Invictus
- أفضل ممثل في فيلم موسيقى أو أستعراضى عام 2010 عن فيلم The Informant!

## وصلات خارجية
- مات ديمون على موقع IMDb (الإنجليزية)
- مات ديمون على موقع ميتاكريتيك (الإنجليزية)
- مات ديمون على موقع الموسوعة البريطانية (الإنجليزية)
- مات ديمون على موقع روتن توميتوز (الإنجليزية)
- مات ديمون على موقع مونزينجر (الألمانية)
- مات ديمون على موقع قاعدة بيانات الأفلام العربية
- مات ديمون على موقع ألو سيني (الفرنسية)
- مات ديمون على موقع ميوزك برينز (الإنجليزية)
- مات ديمون على موقع تيرنر كلاسيك موفيز (الإنجليزية)
- مات ديمون على موقع أول موفي (الإنجليزية)
- صفحة الممثل على موقع imdb